# 富山街道
富山街道，是中华人民共和国辽宁省朝阳市建平县下辖的一个乡镇级行政单位。

## 行政区划
富山街道下辖以下地区：
新城社区、富民社区、大蒿子店村、涝泥塘子村、富山村、红石板村、杨家杖子村、王福店村和张福店村。